# Barwy chłodne
Barwy chłodne – subiektywne określenie barw przesuniętych w widmie barwnym w stronę fioletu.
Określenie to może być bezwzględne (dotyczyć wyłącznie odcieni fioletu, błękitu i zieleni), jak i względne: może dotyczyć właściwie każdej barwy chromatycznej bardziej przesuniętej w stronę fioletu niż barwa subiektywnie odbierana jako "czysta". Np. zieleń o odcieniu oliwkowym jest uznawana za ciepłą, a o odcieniu szmaragdowym za zimną, przy czym to przyporządkowanie może się znacznie różnić w zależności od indywidualnych cech percepcji obserwatora, a przede wszystkim od otoczenia barwnego, czyli bezpośredniego sąsiedztwa innej barwy. Odbieranie przez obserwatora barwy jako ciepłej lub chłodnej jest więc względne.
Określenie to może dotyczyć również barw "prawie" achromatycznych, tzn. odcienie szarości również mogą być uznawane za zimne, jeśli zawierają domieszkę barw chłodnych, lub też będąc absolutnie neutralnymi znajdują się w sąsiedztwie barw ciepłych.
Na kole barw barwy chłodne biegną od średniej zieleni poprzez wszystkie odcienie niebieskiego aż do średniego fioletu.
Określenie barw jako chłodnych jest dokładną odwrotnością pojęcia temperatury barwowej, gdyż barwy uznawane za chłodne odpowiadają wyższej temperaturze barwowej.
W powszechnym pojęciu barwy chłodne są uznawane za uspokajające, skłaniające do rozluźnienia i refleksji, czasem przygnębiające. Nie jest to do końca zgodne z empirycznie zweryfikowanym psychologicznym wzorcem działania barw, gdyż ludzie o różnych charakterach mogą na nie reagować odmiennie.